# Grand Prix automobile d'Émilie-Romagne 2020
GP précédent GP suivant
Le Grand Prix automobile d'Émilie-Romagne 2020 (Formula 1 Emirates Gran Premio dell'Emilia-Romagna 2020) disputé le 1er novembre 2020  sur l'Autodromo Enzo e Dino Ferrari d'Imola est la 1031e épreuve du championnat du monde de Formule 1 courue depuis 1950. Il s'agit de la première édition du Grand Prix d'Émilie-Romagne comptant pour le championnat du monde de Formule 1, et de la treizième manche du championnat 2020.
La pandémie de Covid-19 ayant totalement chamboulé le calendrier de la saison 2020, la Formule 1 dispute une troisième course en Italie après les Grands Prix d'Italie et de Toscane. Le nom du Grand Prix vient de la région (commanditaire principal de l'épreuve) où est situé le circuit d'Imola qui n'avait plus été utilisé dans le championnat depuis 2006 où il était depuis 1981 l’hôte du Grand Prix de Saint-Marin.  Cette épreuve se déroule exceptionnellement sur deux jours, à huis clos, avec une séance d'essais libres le samedi suivie des qualifications et la course le dimanche.
Sur le circuit où Michael Schumacher avait battu, en 2006, le record de pole positions longtemps détenu par Ayrton Senna avec un 66e départ en tête, et où la Formule 1 n'était pas revenue depuis, Valtteri Bottas obtient la quinzième pole position de sa carrière, sa quatrième de la saison. Pour le treizième départ en tête des Mercedes en treize courses, il bat son coéquipier Lewis Hamilton de 97 millièmes de seconde lors de leurs dernières tentatives en Q3. Si Max Verstappen part une cinquième fois consécutivement troisième derrière les Flèches d'Argent, son compagnon de deuxième ligne est plus inattendu, Pierre Gasly obtenant la meilleure qualification de son écurie AlphaTauri. Daniel Ricciardo, grâce à un excellent dernier tour rapide, prend le cinquième temps, devant Alexander Albon en troisième ligne. Charles Leclerc ne peut faire mieux qu'un départ en quatrième ligne avec Daniil Kvyat alors que Sebastian Vettel, à nouveau éliminé en Q2, s'élance treizième. Derniers pilotes présents en Q3, Lando Norris et Carlos Sainz Jr. sont en cinquième ligne.
À l'issue de la course et à quatre épreuves de la fin du championnat, Mercedes Grand Prix remporte son septième titre mondial consécutif, nouveau record chez les constructeurs ; l'écurie allemande reste invaincue depuis le début de l'ère des moteurs V6 Turbo hybrides en 2014. En portant son record à 93e victoires en Grand Prix, Lewis Hamilton égale au volant d'une Mercedes, le nombre de succès de Michael Schumacher avec Ferrari (72). Il agrémente sa victoire du point bonus du meilleur tour en course, et porte son avance sur Valtteri Bottas à 85 points ; il lui suffit d'une marge de 78 unités pour être sacré champion pour la septième fois, lors du prochain Grand Prix à Istanbul. La chance a souri à Hamilton dans cette course pour lui permettre de s'échapper à l'avant à partir du trente-et-unième tour. Derrière un cinquième doublé Mercedes en 2020, Daniel Ricciardo apporte un deuxième podium à Renault cette saison. 
À l'extinction des feux, Bottas réussit son départ, ce qui n'est pas le cas de son coéquipier Hamilton, dépassé d'emblée par Max Verstappen, et qui doit tasser Pierre Gasly pour l'empêcher de lui subtiliser la troisième place. Le Français, contraint de ralentir, cède aussi face à Daniel Ricciardo ; il abandonne ensuite sur problème hydraulique dès le neuvième tour. Au bout de dix-neuf boucles, Verstappen change ses pneumatiques, ce qui oblige Mercedes à faire de même avec Bottas dans le tour suivant. Hamilton prend la tête et continue en piste. Alors que son arrêt du trentième tour aurait logiquement dû le voir ressortir troisième, derrière Bottas et Verstappen, il bénéficie d'un coup de chance lorsque Esteban Ocon, en panne d'embrayage au bord du tracé, déclenche la procédure de voiture de sécurité virtuelle au moment précis où Hamilton entre dans la voie des stands. Ce changement de gommes se transforme pour Hamilton en arrêt gratuit car il retourne en piste loin devant le duo Bottas-Verstappen. Le Finlandais, dont le fond plat est très abîmé après qu'il a roulé sur un débris en début de course, a du mal à retenir Verstappen qui le dépasse au quarante-troisième tour et se lance à la chasse de Hamilton. Victime de l'explosion de son pneu arrière droit dans le cinquante-et-unième passage, il part en tête-à-queue dans les graviers au niveau de la variante Villeneuve, abandonne et provoque la sortie de la voiture de sécurité. Alors que plusieurs pilotes choisissent de rentrer au stand, Daniel Ricciardo et Charles Leclerc continuent en pneus durs et se retrouvent dès lors troisième et quatrième.  
Derrière la voiture de sécurité, George Russell, qui entrevoyait sa première arrivée dans les points, perd le contrôle de sa Williams à basse vitesse et l'écrase dans les protections, ce qui provoque le maintien de la neutralisation de l'épreuve jusqu'à cinq tours de l'arrivée. Hamilton gère parfaitement la relance et s'échappe en alignant les records du tour, Bottas assurant le doublé pour Mercedes. Daniil Kvyat, très en verve, dépasse trois rivaux dans la foulée pour menacer la troisième place de Daniel Ricciardo jusqu'au terme de la course. Leclerc, cinquième, doit résister à Sergio Pérez, mécontent de se retrouver en sixième position alors qu'il était troisième avant un arrêt tardif sous régime de la voiture de sécurité. Les McLaren de Sainz (septième) et Norris (huitième) sont suivies par les Alfa Romeo de Räikkönen (neuvième et pilote du jour) et Giovinazzi.  
Hamilton, avec 282 points, est désormais proche de ceindre sa septième couronne, Bottas (197 points) restant son unique rival pour le titre. Le Finlandais est néanmoins sous la menace de Verstappen (162 points mais qui n'a pas marqué) pour la place de dauphin de Hamilton. Daniel Ricciardo (95 points) conforte sa quatrième place devant Leclerc (85 points) et Pérez (82 points). Les écarts sont minimes du septième au dixième rang entre Norris (69 points), Sainz (65 points), Albon (64 points) et Gasly (63 points). Le championnat du monde des constructeurs revient, pour la septième fois consécutive, à Mercedes (479 points) qui, avec 253 points d'avance sur Red Bull (226 points) à quatre courses de la fin, ne peut plus être rejoint. Renault (135 points) occupe désormais la troisième place, avec un seul point d'avance sur Racing Point et McLaren (134 points chacun). Ferrari (103 points) reste sixième devant AlphaTauri (89 points) alors qu'Alfa Romeo (8 points) augmente son capital. Haas reste à 3 points et Williams, qui n'a toujours pas marqué, ferme la marche.

## Contexte avant la course

### Retour du huis clos
À partir du Grand Prix d'Italie à Monza, le 6 septembre, timidement, et en montant en puissance pour les quatre courses suivantes, les circuits ont accueilli un plus ou moins grand nombre de spectateurs (par exemple 30 000 à Sotchi), dans des dispositions sanitaires strictes ; il devait en aller de même à Imola avec environ 13 000 spectateurs par jour pour les deux journées du Grand Prix. 
Mais compte-tenu d'un nouveau pic de contaminations lié à la pandémie de Covid-19, il n'y aura finalement pas de public dans les gradins. Un communiqué de presse des organisateurs explique : « Le promoteur Formula Imola annonce qu'à la suite des négociations entre l'état, la région Émilie-Romagne et la municipalité d'Imola sur les interprétations de l'arrêté du premier ministre du 24 octobre 2020 contenant, entre autres, des dispositions relatives à la tenue d'événements sportifs nationaux et internationaux, le Grand Prix d'Émilie-Romagne, prévu du 31 octobre au 1er novembre sur le circuit international Enzo et Dino Ferrari, se déroulera donc à huis clos,,. »

### Un Grand Prix sur deux jours
Le Conseil Mondial du Sport Automobile de la FIA a approuvé des changements du règlement sportif de la F1 pour encadrer le Grand Prix d'Émilie-Romagne qui se court sur deux jours. Cette manche se tient sur deux journées pour alléger les contraintes du paddock à la suite du voyage depuis le Portugal et pour donner plus de temps aux écuries avant de prendre la piste ; il s'agit également d'une occasion de tester un format d'organisation évoqué en 2019. La seule séance d'essais libres, le samedi matin, durera une heure et demie et se terminera deux heures et demi avant le début des qualifications. Deux briefings des pilotes sont organisés ; le premier comme de coutume le vendredi soir et un second entre les essais libres et la session de qualification pour que les pilotes donnent leurs impressions sur le circuit. Les règles concernant le couvre-feu sont ajustées avec un seul ce weekend, du samedi soir au dimanche matin.

### Mercedes en passe de gagner sa septième couronne consécutive des constructeurs
La série de Mercedes Grand Prix, invaincue dans le championnat constructeurs depuis le début de l'ère des moteurs V6 turbo hybrides en 2014, pourrait bien être ponctuée d'un septième sacre au soir de la course à Imola. En effet, l'écurie qui totalise déjà cette saison dix victoires (huit pour Lewis Hamilton, deux pour Valtteri Bottas) et dix-neuf podiums, totalise 435 points, 209 de plus que Red Bull, dernière équipe à pouvoir lui contester le titre. L'écurie dirigée par Toto Wolff a seulement besoin d'une avance de 176 points à l'arrivée du Grand prix d'Émilie-Romagne pour ceindre sa couronne, alors qu'il ne restera plus que quatre courses à disputer. Pour cela, il lui suffit de marquer 11 points, quels que soient les résultats de Max Verstappen et Alexander Albon. Jamais, dans l'histoire du championnat des constructeurs, une écurie n'a obtenu sept titres consécutifs, la Scuderia Ferrari s'étant arrêtée à six (1999-2004).

## Pneus disponibles
| Pneus pour piste sèche | Pneus pour piste sèche | Pneus pour piste sèche | Pneus pluie    | Pneus pluie |
| ---------------------- | ---------------------- | ---------------------- | -------------- | ----------- |
| Durs (Type C2)         | Médiums (Type C3)      | Tendres (Type C4)      | Intermédiaires | Pluie       |

## Essais libres: unique séance, le samedi de 10 h à 11 h 30
| Pos. | Pilote           | Voiture          | Chrono         | Écart     |
| ---- | ---------------- | ---------------- | -------------- | --------- |
| 1    | Lewis Hamilton   | Mercedes         | 1 min 14 s 726 |           |
| 2    | Max Verstappen   | Red Bull-Honda   | 1 min 15 s 023 | + 0 s 297 |
| 3    | Valtteri Bottas  | Mercedes         | 1 min 15 s 218 | + 0 s 492 |
| 4    | Pierre Gasly     | AlphaTauri-Honda | 1 min 15 s 633 | + 0 s 907 |
| 5    | Charles Leclerc  | Ferrari          | 1 min 15 s 688 | + 0 s 962 |
| 6    | Daniel Ricciardo | Renault          | 1 min 15 s 839 | + 1 s 113 |

## Séance de qualifications

### Résultats des qualifications
| Pos.                                                                                      | Pilote             | Écurie                    | Qualifications 1 | Qualifications 2 | Qualifications 3 |
| ----------------------------------------------------------------------------------------- | ------------------ | ------------------------- | ---------------- | ---------------- | ---------------- |
| 1                                                                                         | Valtteri Bottas    | Mercedes                  | 1 min 14 s 221   | 1 min 14 s 585   | 1 min 13 s 609   |
| 2                                                                                         | Lewis Hamilton     | Mercedes                  | 1 min 14 s 229   | 1 min 14 s 643   | 1 min 13 s 706   |
| 3                                                                                         | Max Verstappen     | Red Bull-Honda            | 1 min 15 s 034   | 1 min 14 s 974   | 1 min 14 s 176   |
| 4                                                                                         | Pierre Gasly       | AlphaTauri-Honda          | 1 min 15 s 183   | 1 min 14 s 681   | 1 min 14 s 502   |
| 5                                                                                         | Daniel Ricciardo   | Renault                   | 1 min 15 s 474   | 1 min 14 s 953   | 1 min 14 s 520   |
| 6                                                                                         | Alexander Albon    | Red Bull-Honda            | 1 min 15 s 402   | 1 min 14 s 745   | 1 min 14 s 572   |
| 7                                                                                         | Charles Leclerc    | Ferrari                   | 1 min 15 s 123   | 1 min 15 s 017   | 1 min 14 s 616   |
| 8                                                                                         | Daniil Kvyat       | AlphaTauri-Honda          | 1 min 15 s 412   | 1 min 15 s 022   | 1 min 14 s 696   |
| 9                                                                                         | Lando Norris       | McLaren-Renault           | 1 min 15 s 274   | 1 min 15 s 051   | 1 min 14 s 814   |
| 10                                                                                        | Carlos Sainz Jr.   | McLaren-Renault           | 1 min 15 s 528   | 1 min 15 s 027   | 1 min 14 s 911   |
| 11                                                                                        | Sergio Pérez       | Racing Point-BWT Mercedes | 1 min 15 s 407   | 1 min 15 s 061   |                  |
| 12                                                                                        | Esteban Ocon       | Renault                   | 1 min 15 s 352   | 1 min 15 s 201   |                  |
| 13                                                                                        | George Russell     | Williams-Mercedes         | 1 min 15 s 760   | 1 min 15 s 323   |                  |
| 14                                                                                        | Sebastian Vettel   | Ferrari                   | 1 min 15 s 571   | 1 min 15 s 385   |                  |
| 15                                                                                        | Lance Stroll       | Racing Point-BWT Mercedes | 1 min 15 s 822   | 1 min 15 s 494   |                  |
| 16                                                                                        | Romain Grosjean    | Haas-Ferrari              | 1 min 15 s 918   |                  |                  |
| 17                                                                                        | Kevin Magnussen    | Haas-Ferrari              | 1 min 15 s 939   |                  |                  |
| 18                                                                                        | Kimi Räikkönen     | Alfa Romeo-Ferrari        | 1 min 15 s 953   |                  |                  |
| 19                                                                                        | Nicholas Latifi    | Williams-Mercedes         | 1 min 15 s 987   |                  |                  |
| 20                                                                                        | Antonio Giovinazzi | Alfa Romeo-Ferrari        | 1 min 16 s 208   |                  |                  |
| Temps minimal à réaliser pour la qualification : 1 min 20 s 416 (107 % de 1 min 14 s 221) |                    |                           |                  |                  |                  |

## Course

### Classement de la course
| Pos. | no | Pilote             | Écurie                    | Tours | Temps/Abandon                      | Grille | Points |
| ---- | -- | ------------------ | ------------------------- | ----- | ---------------------------------- | ------ | ------ |
| 1    | 44 | Lewis Hamilton     | Mercedes                  | 63    | 1 h 28 min 32 s 430 (209,577 km/h) | 2      | 25 + 1 |
| 2    | 77 | Valtteri Bottas    | Mercedes                  | 63    | + 5 s 783                          | 1      | 18     |
| 3    | 3  | Daniel Ricciardo   | Renault                   | 63    | + 14 s 320                         | 5      | 15     |
| 4    | 26 | Daniil Kvyat       | AlphaTauri-Honda          | 63    | + 15 s 141                         | 8      | 12     |
| 5    | 16 | Charles Leclerc    | Ferrari                   | 63    | + 19 s 111                         | 7      | 10     |
| 6    | 11 | Sergio Pérez       | Racing Point-BWT Mercedes | 63    | + 19 s 652                         | 11     | 8      |
| 7    | 55 | Carlos Sainz Jr.   | McLaren-Renault           | 63    | + 20 s 230                         | 10     | 6      |
| 8    | 4  | Lando Norris       | McLaren-Renault           | 63    | + 21 s 131                         | 9      | 4      |
| 9    | 7  | Kimi Räikkönen     | Alfa Romeo-Ferrari        | 63    | + 22 s 224                         | 18     | 2      |
| 10   | 99 | Antonio Giovinazzi | Alfa Romeo-Ferrari        | 63    | + 26 s 398                         | 20     | 1      |
| 11   | 6  | Nicholas Latifi    | Williams-Mercedes         | 63    | + 27 s 135                         | 19     |        |
| 12   | 5  | Sebastian Vettel   | Ferrari                   | 63    | + 28 s 453                         | 14     |        |
| 13   | 18 | Lance Stroll       | Racing Point-BWT Mercedes | 63    | + 29 s 163                         | 15     |        |
| 14   | 8  | Romain Grosjean    | Haas-Ferrari              | 63    | + 32 s 935 (dont 5 s de pénalité)  | 16     |        |
| 15   | 23 | Alexander Albon    | Red Bull-Honda            | 63    | + 57 s 284                         | 6      |        |
| Abd. | 63 | George Russell     | Williams-Mercedes         | 51    | Accident                           | 13     |        |
| Abd. | 33 | Max Verstappen     | Red Bull-Honda            | 50    | Crevaison                          | 3      |        |
| Abd. | 20 | Kevin Magnussen    | Haas-Ferrari              | 47    | Retrait volontaire                 | 17     |        |
| Abd. | 31 | Esteban Ocon       | Renault                   | 27    | Embrayage                          | 12     |        |
| Abd. | 10 | Pierre Gasly       | AlphaTauri-Honda          | 8     | Problème de pression d'eau         | 4      |        |

### Pole position et record du tour
- Pole position :  Valtteri Bottas (Mercedes) en 1 min 13 s 609 (240,085 km/h)[13].
- Meilleur tour en course :  Lewis Hamilton (Mercedes) en 1 min  15 s 484 (234,121 km/h) au soixante-troisième tour ; vainqueur de la course, il remporte le point bonus associé au meilleur tour en course[14].

### Tours en tête
- Lewis Hamilton (Mercedes) : 45 tours (19-63)[15]
- Valtteri Bottas (Mercedes) : 18 tours (1-18)

## Classements généraux à l'issue de la course
| Pos. | Pilote             | Écurie                    | Points |
| ---- | ------------------ | ------------------------- | ------ |
| 1    | Lewis Hamilton     | Mercedes                  | 282    |
| 2    | Valtteri Bottas    | Mercedes                  | 197    |
| 3    | Max Verstappen     | Red Bull-Honda            | 162    |
| 4    | Daniel Ricciardo   | Renault                   | 95     |
| 5    | Charles Leclerc    | Ferrari                   | 85     |
| 6    | Sergio Pérez       | Racing Point-BWT Mercedes | 82     |
| 7    | Lando Norris       | McLaren-Renault           | 69     |
| 8    | Carlos Sainz Jr.   | McLaren-Renault           | 65     |
| 9    | Alexander Albon    | Red Bull-Honda            | 64     |
| 10   | Pierre Gasly       | AlphaTauri-Honda          | 63     |
| 11   | Lance Stroll       | Racing Point-BWT Mercedes | 57     |
| 12   | Esteban Ocon       | Renault                   | 40     |
| 13   | Daniil Kvyat       | AlphaTauri-Honda          | 26     |
| 14   | Sebastian Vettel   | Ferrari                   | 18     |
| 15   | Nico Hülkenberg    | Racing Point-BWT Mercedes | 10     |
| 16   | Kimi Räikkönen     | Alfa Romeo-Ferrari        | 4      |
| 17   | Antonio Giovinazzi | Alfa Romeo-Ferrari        | 4      |
| 18   | Romain Grosjean    | Haas-Ferrari              | 2      |
| 19   | Kevin Magnussen    | Haas-Ferrari              | 1      |

| Pos.     | Écurie                    | Points |
| -------- | ------------------------- | ------ |
| Champion | Mercedes                  | 479    |
| 2        | Red Bull-Honda            | 226    |
| 3        | Renault                   | 135    |
| 4        | Racing Point-BWT Mercedes | 134    |
| 5        | McLaren-Renault           | 134    |
| 6        | Ferrari                   | 103    |
| 7        | AlphaTauri-Honda          | 89     |
| 8        | Alfa Romeo-Ferrari        | 8      |
| 9        | Haas-Ferrari              | 3      |

## Statistiques
Le Grand Prix d'Émilie-Romagne 2020 représente :
- la 15e pole position de Valtteri Bottas, sa quatrième de la saison[18] ;
- la 93e victoire de Lewis Hamilton, sa neuvième depuis le début de la saison[19] ;
- la 113e victoire de Mercedes en tant que constructeur[20] ;
- la 199e victoire de Mercedes en tant que motoriste[21] ;
- le 500e podium de Mercedes en tant que motoriste[22] ;
- le 58e doublé de Mercedes Grand Prix[23].

Au cours de ce Grand Prix :
- Mercedes Grand Prix remporte son septième titre consécutif des constructeurs, ce qui constitue un nouveau record[24] ;
- Mercedes atteint, sur la période 2014-2020, 100 victoires et 200 podiums[20],[25] ;
- Lewis Hamilton passe la barre des 5 000 tours en tête (5021)[26] ;
- Kimi Räikkönen est élu « Pilote du jour » à l'issue d'un vote organisé sur le site officiel de la Formule 1[27] ;
- Emanuele Pirro (37 départs en Grands Prix de Formule 1, 3 points inscrits entre 1989 et 1991 et quintuple vainqueur des 24 Heures du Mans en 2000, 2001, 2002, 2006 et 2007) est nommé conseiller auprès des commissaires de course par la FIA pour les aider dans leurs jugements[28].